# Афанасій Печерський
Афанасій, затвірник Печерський (? — бл. 1176 р., Київ) — православний святий. Чернець Печерського монастиря. Преподобний. Прожив у затворі 12 років ні з ким не розмовляючи. Після смерті прославився чудотворінням.

## Життєпис
Преподобний Афанасій відзначався строгістю і святістю життя. Одного разу, у стані нервового виснаження, зомлів і два дні пролежав бездиханним, так що братія вважала його померлим. Коли ігумен з братією третього дня прийшли до нього в келію, щоб підготувати тіло до поховання, то знайшли Афанасія живим. Святий сидів і плакав. На всі питання він відповідав тільки так: «Рятуйтесь, майте у всьому послух до ігумена, кайтеся щогодини, моліться Господу нашому Ісусу Христу, Пречистій Його Матері і преподобним Антонію і Феодосію, аби закінчити добре життя своє тут. Більш не питайте».
Потім він зачинився у печерному затворі, де прожив 12 років ні з ким не розмовляючи. Після смерті прославився чудотворіннями — від його мощей зцілився інок Вавила. Приставився прп. Афанасій Затвірник у віці 55-60 років.
Життя багатьох ченців Печерського монастиря дістало відображення в гравюрах XVII—XVIII ст. Одним з перших іконографічних портретів прп. Афанасія надрукований у «Патерику Печерському» 1661 р., який зробив гравер Києво-Печерської лаври Ілля. У «Патерику Печерському» 1760 р. також є зображення прп. Афанасія-затвірника.

## Мощі
Мощі преподобного Афанасія спочивають у Ближніх печерах, поряд з мощами Спиридона Проскурника. Від його мощей отримано багато зцілень.

## Пам'ять
- 28 вересня — день пам'яті усіх Собору преподобних отців Києво-Печерських, що спочивають в Ближніх печерах (прп. Антонія).
- 2 грудня — Прп. Афанасія Печерського.

## Дивіться теж
- Києво-Печерська лавра
- Києво-Печерські святі

## Джерело
- Словник персоналій Національного Києво-Печерського історико-культурного заповідника[недоступне посилання з червня 2019] — ресурс використано за дозволом видавця.
- Патерик Києво-Печерський [Архівовано 5 грудня 2008 у Wayback Machine.]